# Château de Woippy
Le château de Woippy est un château fort construit entre le VIIe siècle et le VIIIe siècle à Woippy, près de Metz, dans l'actuel département de la Moselle.

## Historique
Le château de Woippy fut la propriété du chapitre de la cathédrale de Metz depuis sa construction et jusqu'à la révolution de 1789.
Il fait l’objet d’une inscription partielle au titre des monuments historiques depuis le 4 décembre 1968.